# Elektronski magnetni moment
Elektrónski magnétni momènt (tudi elektrónski magnétni dípólni momènt) je v atomski fiziki magnetni moment elektrona, ki ga povzroča njegova notranja značilnost spina.

## Magnetni moment elektrona
Elektron je nabiti osnovni delec. Njegova vrtilna količina izhaja iz dveh vrst vrtenj: spina in tirnega gibanja V klasični elektrodinamiki vrteče električno nabito telo povzroča magnetni dipol z magnetnima poloma enake jakosti in različno polarnostjo. Ta analogija velja tudi za elektron, saj se dejansko obnaša kot majhen paličasti magnet. Ena posledica je, da zunanje magnetno polje povzroča navor na magnetni moment elektrona, kar je odvisno od njegove usmerjenosti glede na polje.
Če se elektron predstavlja kot klasični nabiti delec, ki se vrti okrog osi, z vrtilno količino {\displaystyle {\vec {\mathbf {I} }}}, je njegov magnetni moment {\displaystyle {\vec {\mathbf {\mu } }}} dan z:
{\displaystyle {\vec {\mathbf {\mu } }}={\frac {-e_{0}}{2m_{\rm {e}}}}\,{\vec {\mathbf {I} }}\!\,.}
kjer je električni naboj {\displaystyle -e}, {\displaystyle e_{0}} pa osnovni naboj. Masa je mirovna masa elektrona {\displaystyle m_{\rm {e}}}. Vrtilna količina {\displaystyle {\vec {\mathbf {I} }}} je v tej enačbi lahko spinska, tirna ali skupna. Izkaže se, da klasični rezultat odstopa za proporcionalnostni množitelj za spinski magnetni moment. Zaradi tega je treba klasični rezultat popraviti z množenjem s korekcijskim množiteljem:
{\displaystyle {\vec {\mathbf {\mu } }}=g\,{\frac {-e_{0}}{2m_{\rm {e}}}}\,{\vec {\mathbf {I} }}\!\,.}
Brezrazsežni korekcijski množitelj g je množitelj g. Po navadi se magnetni moment izrazi s Planckovo konstanto in Bohrovim magnetonom:
{\displaystyle {\vec {\mathbf {\mu } }}=-g\mu _{\rm {B}}{\frac {\vec {\mathbf {I} }}{\hbar }}\!\,,}
kjer je {\displaystyle \mu _{\rm {B}}} Bohrov magneton, {\displaystyle \hbar \,} pa reducirana Planckova konstanta.